# LOGICAL AESTHETICS SWIMMING TRAGEDY
『LOGICAL AESTHETICS SWIMMING TRAGEDY』（ロジカル・エステティクス・スイミング・トラジディ）は1999年5月25日にリリースされたFENCE OF DEFENSEの12thアルバム。

## 解説
イーストウエスト・ジャパン（現ワーナーミュージック・ジャパン）移籍第2弾。前作『punk tang edges』から僅か7ヶ月でリリース。前作同様、シングルリリースは無い。
タイトルは強引に直訳すれば「悲劇を泳ぐ論理的な美学」となるが、その言葉自体に意味はなく各単語の頭文字から「L.A.S.T.」即ち「ラスト」を意味する。この時期、西村はデビュー以来のマネジメントオフィスを離れ独立。ソロ活動を始めたことで、このタイトルを冠したアルバムが発表された事からFREAKS（FODに於けるファンの呼称）の間では解散説がかなり根強く囁かれたが、実際は「1990年代最後」・「20世紀最後」の意味である。
歌詞は全編を通して、表題通りキリスト教に於ける世紀末終末論を描いている。この詞の世界観が上述の「解散説」を強める一因となった。西村は洗礼を受けたクリスチャンである事を明言しているが、この作品ほど宗教色の強い作品は他にない。楽曲数が「13」であるのも意図的なもの（キリスト教圏では「13」は忌避すべき数字とされている）。
全編英語詞の楽曲も初めて登場した。
本作発表後は東京で単発ライブが行われた他、「Get Myself」が主題歌に起用されたPS、DCソフト「悠久幻想曲3 Perpetual Blue」のOSTがポニーキャニオンからリリースされたのみで、FODとしての活動は停滞する。この頃はマネジメントの諸事情により前述通り西村が独立したため、FODとしての活動は行われなくなり、実質的にバンドは活動休止となった。
各メンバーによる各種ソロ活動は精力的に行われ、2000年末には西村のソロアコースティックライブに北島と山田がゲスト参加する事はあったがFODとしての活動はなく、FREAKSの間では再び解散説が一層強く囁かれる事となった。後に山田も独立（「チーム・アクティブの役員に就任）、さらに悲観的な憶測が飛び交う事となったが、その山田の提唱によりFODが見事に復活を遂げたのは、本作リリースから実に4年を経た2003年。その後、北島もマネジメントオフィスを移籍（FODのバンドとしてのマネジメントはチーム・アクティブが担当）。
本作は、2008年、『円游律』がSony Music Directからリリースされるまで、FODがメジャーレーベルからリリースした最後のオリジナル・アルバム。但し『円游律』はミニ・アルバム、その後の『「挑戦進化〜HYPER PROGRESS〜』はライブ音源をオーバーダビング等で再構成したアルバムのため、新たなスタジオ録音でメジャー・レーベルでリリースされたフル・アルバムは、2014年『digiTaglam 2 RING WORLD』がキングレコードからリリースされるまで待たれることになる。

## 収録曲
| #         | タイトル                     | 作詞                                               | 作曲                       | 編曲             | 時間  |
| --------- | ---------------------------- | -------------------------------------------------- | -------------------------- | ---------------- | ----- |
| 1.        | 「TO YOU DUCK」              |                                                    | 西村麻聡                   | 西村麻聡         | 1:03  |
| 2.        | 「NOTHING BUT A SIN」        | NORI                                               | 北島健二、西村麻聡、山田亘 | FENCE OF DEFENSE | 5:11  |
| 3.        | 「英雄である前に人間であれ」 | NORI、西村麻聡                                     | 北島健二、西村麻聡、山田亘 | FENCE OF DEFENSE | 5:08  |
| 4.        | 「L.A.S.T. PART 1」          |                                                    | 西村麻聡                   | 西村麻聡         | 2:57  |
| 5.        | 「漆黒の森」                 | 酒井智子、石川雅敏、西村麻聡                       | 西村麻聡                   | FENCE OF DEFENSE | 5:41  |
| 6.        | 「DIE IN THE ROSES」         | 石川雅敏、早咲めぐみ、西村麻聡                     | 西村麻聡                   | FENCE OF DEFENSE | 4:42  |
| 7.        | 「L.A.S.T. PART 2」          |                                                    | 西村麻聡                   | 西村麻聡         | 1:45  |
| 8.        | 「BLACK HOLE」               | 西村麻聡                                           | 西村麻聡                   | FENCE OF DEFENSE | 4:54  |
| 9.        | 「遊星のバタフライ」         | NORI、斉藤友理、斉藤友理、西村麻聡                 | 北島健二、西村麻聡、山田亘 | FENCE OF DEFENSE | 5:54  |
| 10.       | 「十支族」                   | 酒井智子、早咲めぐみ、石川雅敏、西村麻聡           | 西村麻聡                   | FENCE OF DEFENSE | 4:33  |
| 11.       | 「MOVE OVER」                | 石川雅敏、Urara、西村麻聡                          | 北島健二、西村麻聡         | FENCE OF DEFENSE | 4:49  |
| 12.       | 「BRAN' NEW MORNING」        | 河村真臣、石川雅敏、Urara、西村麻聡                | 西村麻聡                   | FENCE OF DEFENSE | 5:20  |
| 13.       | 「2つのフェイスと誓い」      | 早咲めぐみ、斉藤友理、石川雅敏、酒井智子、西村麻聡 | 西村麻聡                   | FENCE OF DEFENSE | 7:00  |
| 合計時間: | 合計時間:                    | 合計時間:                                          | 合計時間:                  | 合計時間:        | 58:57 |

## 楽曲解説
1. TO YOU DUCK
2. NOTHIN' BUT A SIN
  - 全編英語詞によるロックナンバー。
  - ベストアルバム『GREAT FREAKERS BEST 〜FENCE OF DEFENSE 1987-2007〜』にも収録されている。
3. 英雄である前に人間であれ
  - この曲のサビで西村が歌っている歌詞（歌詞カードに記載が無い）は「ナギアド ヤーラヨー ナギアド ナサレダーデ」と「サーイエ ナノギアツ イウド」で、共に古代イスラエル王国国歌の一節とされている。この言葉は青森の民謡と類似点があるとして、「失われた十支族」思想（日ユダヤ同族思想）の根拠と主張する者もいる。但しこの説は遺伝子学などの学術的な根拠を持つ思想ではない。
4. L.A.S.T. PART 1
5. 漆黒の森
6. DIE IN THE ROSES
  - リプロダクションアルバム『FENCE OF DEFENSE 20th Anniversary RE-PRODUCT 1993-2006』にはリミックスバージョンが収録されている。
7. L.A.S.T. PART 2
8. BLACK HOLE
9. 遊星のバタフライ
10. 十支族
11. MOVE OVER
12. BRAN' NEW MORNING
13. 2つのフェイスと誓い